# Rudolph S. Joseph
Rudolph S. Joseph (* 17. April 1904 in Frankfurt am Main; † 11. Mai 1998 in Santa Barbara, Kalifornien) war ein deutsch-amerikanischer Filmhistoriker und Filmproduzent. Von 1962 bis 1973 war er erster Direktor des Münchner Filmmuseums.

## Leben
Joseph wurde als zweiter Sohn eines jüdischen Rechtsanwalts aus dem wohlhabenden Bildungsbürgertum geboren. Sein älterer Bruder ist Albrecht Joseph.
Rudolph S. Joseph ging um 1919 vorzeitig vom Gymnasium ab und absolvierte eine Ausbildung in der Kunsthandlung Hugo Helbing. Ab 1925 wurde er in Berlin als Dramaturg und Direktionsmitglied beim Theaterunternehmen von Heinz Saltenburg angestellt. Dort organisierte Joseph 1925 die Erstaufführung von Carl Zuckmayers Stück Der fröhliche Weinberg im Theater am Schiffbauerdamm. Vom Herbst 1927 bis zum Februar 1930 war Joseph stellvertretender Direktor am Renaissance-Theater in Berlin. Ab dem Herbst 1931 arbeitete Joseph als Leiter des Bühnen- und Filmvertriebs beim Drei Masken Verlag. Am 31. März 1933 emigrierte er nach der sogenannten Machtergreifung der Nationalsozialisten nach Paris, wo er bereits 1932 einen Film von Georg Wilhelm Pabst nach einem Drehbuch von Ilja Ehrenburg vorbereitet hatte. Bis zum Sommer arbeitete Joseph für Pabst und Henry Koster in Paris und ging danach nach London. Dort wurde er Dramaturg bei Globe Films. Nach wechselnden Aufenthalten in Salzburg, Rom, London und Paris soll er Anfang des Jahres 1936 zeitweilig wieder in Berlin gewesen sein. Im selben Jahr arbeitete er mit seinem Bruder Albrecht bei dem Film Ballerina von Gustav Machatý mit, der in Italien gedreht wurde. Ebenso war er bei dem Film Castelli in aria von Augusto Genina beteiligt. Ende 1938 war Joseph als Assistent bei Georg Wilhelm Pabst und bei Globe Films beschäftigt. 1939 siedelte er in die USA über, wo er Assistent von Erwin O. Brettauer wurde. Gemeinsam mit Brettauer und Seymour Nebenzahl gründete Joseph im Jahr 1942 die Firma Angelus Pictures, um Hitler’s Madman unter der Regie von Douglas Sirk zu produzieren. Im Jahr 1943 entstand Summerstorm, ebenfalls unter der Regie von Douglas Sirk, bei dem Joseph auch als Associate Producer fungierte. Nach gescheiterten Projekten realisierte Joseph im Jahr 1950 als Koproduzent mit Brettauer den Film The First Legion von Douglas Sirk.
Ab 1952 arbeitete Joseph am Brooks Institute of Photography in Santa Barbara, wo er eine Filmabteilung aufbaute und Filme drehte. Als Regisseur drehte er fünf Filme für das Fernsehen, vier Lehrfilme zu Gesundheitsfragen sowie einen Film über das Volk der Navajos. Sein Film A Visit with Darius Milhaud, der am 21. Juli 1955 im San Francisco Museum of Modern Art uraufgeführt wurde, erhielt mehrere Preise.
Im Jahr 1957 besuchte Joseph das erste Mal nach seiner Übersiedlung in die USA wieder Europa und traf alte Freunde wie Günther Stapenhorst und G. W. Pabst. Nach weiteren Filmproduktionen wurde Joseph 1962 Filmbeauftragter der Landeshauptstadt München, um die Einrichtung eines Filmmuseums vorzubereiten. Die Eröffnung des Münchner Filmmuseums erfolgte am 30. November 1963 in Anwesenheit von Enrico Fulchignoni, Leiter der UNESCO-Filmabteilung, Henri Langlois, Gründer der Cinémathèque française, und Lotte Eisner. Das Filmmuseum begann mit einer Filmreihe mit neun Filmen von Douglas Sirk und der Dauerausstellung Wie Walt-Disney-Zeichenfilme entstehen. Weitere Höhepunkte seiner Arbeit in München waren eine Georg-Wilhelm-Pabst-Ausstellung und die Sophia-Loren-Ausstellung, die im Jahr 1965 von der Schauspielerin selbst eröffnet wurde. Zu den Ausstellungen erschienen Begleithefte und es wurden Filmretrospektiven gezeigt. So gab es Programme mit Filmen von Jean Renoir, Josef von Sternberg, King Vidor etc. Alle Filme wurden in der Originalfassung vorgeführt, dies wurde zur Tradition des Münchner Filmmuseums. Joseph begann ebenfalls ab 1965 ein Filmarchiv aufzubauen, da in der Bundesrepublik Deutschland damals wie heute kein zentrales Filmarchiv existierte. Am 1. April wurde Rudolph S. Joseph in den Ruhestand versetzt. Sein Nachfolger als Leiter des Münchner Filmmuseums wurde Enno Patalas.
Mitte der 1980er Jahre ließ sich Joseph endgültig in Santa Barbara nieder, wo er 1998 starb. Zuvor erlebte er noch im Jahr 1994 die Veröffentlichung seiner Erinnerungen unter dem Titel Aus großer Theaterzeit. Erinnerungen an das Theater der zwanziger Jahre.

## Werk
- Aus grosser Theaterzeit: Erinnerungen an das Theater der zwanziger Jahre. Alano, Aachen 1994, ISBN 3-89399-206-5.